# Società Sportiva Juve Stabia 2022-2023
Questa voce raccoglie le informazioni riguardanti la Società Sportiva Juve Stabia nelle competizioni ufficiali della stagione 2022-2023.

## Stagione
Nella stagione 2022-2023 la Juve Stabia disputa il girone C del campionato di Serie C, con 46 punti ottiene il decimo posto finale, l'ultimo disponibile per disputare i Play-off. Nei quali nel primo turno incrocia il Cerignola che vince nettamente (3-0), vendicando l'eliminazione patita a ottobre in Coppa Italia. Le vespe disputano un buon girone di andata, chiuso al quarto posto con 29 punti. Poi si sono di fatto fermate, nel girone di ritorno all'allenatore Leonardo Colucci sono subentrati altri tre tecnici, con il risultato di raccogliere la miseria di 17 punti, e salvare la disputa dei Play-off, solo per i risultati favorevoli raccolti contro Taranto e Giugliano, giunti anch'essi a 46 punti, ma fuori dagli spareggi. Nella Coppa Italia di Serie C le vespe superano il primo turno vincendo (1-0) col Cerignola, mentre escono dal torneo nel secondo turno pareggiando (0-0) con il Foggia, e perdendo (2-3) la lotteria dei calci di rigore.

## Divise e sponsor
La maglia delle vespe è gialloblù, con calzoncini e calzettoni gialli. Lo sponsor tecnico per la stagione 2022-2023 è Givova, mentre sono assenti gli sponsor ufficiali.

## Organigramma societario
Area direttiva
- Presidente: Andrea Langella
- Vicepresidente: Vincenzo D'Elia
- Amministratore unico: Filippo Polcino
- Segretario: Alfonso Manzo

Area tecnica
- Direttore sportivo: Giuseppe Di Bari
- Allenatore: Leonardo Colucci a seguire Giorgio Lucenti, Sandro Pochesci e Walter Novellino
- Allenatore in seconda: Giorgio Lucenti
- Preparatore atletico: Matteo Pantaleoni
- Preparatore dei portieri: Amedeo Petrazzuolo
- Match analyst: Andrea Fardone
- Magazzinieri: Vincenzo Guida, Sebastiano Di Ruocco

Area sanitaria
- Responsabile sanitario: dott. Giuseppe Aucello
- Medici sociali: Giuseppe Del Vecchio
- Fisioterapista: Ciro Nastro, Gaetano Nastro
- Osteopata: Emanuele Aversano

## Rosa
Rosa e ruoli sono aggiornati al 19 dicembre 2022.
| N. |                      | Ruolo | Calciatore          |
| -- | -------------------- | ----- | ------------------- |
| 1  | Italia (bandiera)    | P     | Davide Barosi       |
| 2  | Italia (bandiera)    | D     | Lorenzo Carbone     |
| 3  | Italia (bandiera)    | D     | Ugo Dell'Orfanello  |
| 4  | Italia (bandiera)    | C     | Tommaso Maggioni    |
| 5  | Italia (bandiera)    | C     | Alberto Gerbo       |
| 6  | Italia (bandiera)    | D     | Denis Tonucci       |
| 7  | Venezuela (bandiera) | A     | Luca Pandolfi       |
| 8  | Italia (bandiera)    | C     | Sergio Maselli      |
| 9  | Italia (bandiera)    | A     | Gianmarco Zigoni    |
| 10 | Italia (bandiera)    | A     | Accursio Bentivegna |
| 11 | Italia (bandiera)    | A     | Manuel Ricci        |
| 13 | Brasile (bandiera)   | D     | Davide Cinaglia     |
| 14 | Italia (bandiera)    | C     | Luca Beradocco      |
| 16 | Italia (bandiera)    | A     | Michele Volpe       |

| N. |                      | Ruolo | Calciatore            |
| -- | -------------------- | ----- | --------------------- |
| 17 | Italia (bandiera)    | A     | Mariano Guarracino    |
| 18 | Italia (bandiera)    | A     | Vincenzo Della Pietra |
| 19 | Italia (bandiera)    | D     | Daniele Mignanelli    |
| 20 | Italia (bandiera)    | A     | Andrea Silipo         |
| 21 | Italia (bandiera)    | D     | Alessandro La Rosa    |
| 22 | Italia (bandiera)    | P     | Danilo Russo          |
| 23 | Italia (bandiera)    | C     | Jacopo Scaccabarozzi  |
| 24 | Italia (bandiera)    | D     | Marco Caldore         |
| 25 | Italia (bandiera)    | C     | Daniele Altobelli     |
| 26 | Italia (bandiera)    | D     | Michele Picardi       |
| 27 | Venezuela (bandiera) | A     | Christian Santos      |
| 70 | Italia (bandiera)    | A     | Giuseppe D'Agostino   |
| 77 | Italia (bandiera)    | D     | Alessandro Vimercati  |
| 79 | Italia (bandiera)    | D     | Michele Peluso        |

## Risultati

### Serie C - girone C

#### Girone di andata
| Arbitro: | Catanoso (Reggio Calabria) |

|              |           |                                        |
| Bonalumi 48’ | Marcatori | 3’ Maggioni 34’ Pandolfi 51’ Altobelli |

| Arbitro: | Monaldi (Macerata) |

|  |           |                         |
|  | Marcatori | 54’ Leonetti 76’ Haoudi |

| Arbitro: | Madonia (Palermo) |

|  |           |                |
|  | Marcatori | 74’ Mignanelli |

| Arbitro: | Di Marco (Ciampino) |

|                        |           |  |
| Caldore 10’ Silipo 35’ | Marcatori |  |

| Castellammare di Stabia 24 settembre 2022 5ª giornata | Juve Stabia     | 0 – 0 | Viterbese | Stadio Romeo Menti\| Arbitro: \| Kumara (Verona) \| |
| Arbitro:                                              | Kumara (Verona) |       |           |                                                     |

| Arbitro: | Galipò (Firenze) |

|              |           |  |
| G. Gomez 71’ | Marcatori |  |

| Arbitro: | Lovison (Padova) |

|                |           |  |
| Mignanelli 67’ | Marcatori |  |

| Arbitro: | Delrio (Reggio Emilia) |

|                                    |           |  |
| G. Romano 81’ (rig.) La Monica 87’ | Marcatori |  |

| Arbitro: | Giordano (Novara) |

|            |           |              |
| Santos 81’ | Marcatori | 87’ Ogunseye |

| Arbitro: | Calzavara (Varese) |

|                                    |           |  |
| Tentardini 40’ Iemmello 55’ (rig.) | Marcatori |  |

| Arbitro: | Tremolada (Monza) |

|            |           |                         |
| Maselli 5’ | Marcatori | 24’ Lescano 75’ Cuppone |

| Arbitro: | Centi (Terni) |

|  |           |                     |
|  | Marcatori | 14’ (aut.) O. Gomez |

| Arbitro: | De Angeli (Milano) |

|                     |           |  |
| D'Agostino 17’, 40’ | Marcatori |  |

| Latina 20 novembre 2022 14ª giornata | Latina                 | 0 – 0 | Juve Stabia | Stadio Domenico Francioni\| Arbitro: \| Panettella (Gallarate) \| |
| Arbitro:                             | Panettella (Gallarate) |       |             |                                                                   |

| Castellammare di Stabia 27 novembre 2022 15ª giornata | Juve Stabia      | 0 – 0 | Potenza | Stadio Romeo Menti\| Arbitro: \| Mucera (Palermo) \| |
| Arbitro:                                              | Mucera (Palermo) |       |         |                                                      |

| Avellino 30 novembre 2022 16ª giornata | Avellino           | 0 – 0 | Juve Stabia | Stadio Partenio\| Arbitro: \| Bonacina (Bergamo) \| |
| Arbitro:                               | Bonacina (Bergamo) |       |             |                                                     |

| Arbitro: | Sfira (Pordenone) |

|  |           |              |
|  | Marcatori | 82’ Pandolfi |

| Arbitro: | Restaldo (Ivrea) |

|                                         |           |  |
| T. Maggioni 11’ Silipo 32’ M. Ricci 37’ | Marcatori |  |

| Arbitro: | Diop (Treviglio) |

|                                                     |           |                       |
| Malcore 13’ Sainz-Maza 60’ D'Andrea 64’ Achik 90+2’ | Marcatori | 68’ Zigoni 79’ Santos |

#### Girone di ritorno
| Arbitro: | Djurdjevic (Trieste) |

|            |           |  |
| Zigoni 87’ | Marcatori |  |

| Arbitro: | Petrella (Viterbo) |

|             |           |             |
| Maniero 48’ | Marcatori | 51’ Caldore |

| Arbitro: | Leone (Barletta) |

|                |           |                                                |
| Bentivegna 10’ | Marcatori | 14’ (aut.) Della Pietra 32’ Piroli 45’ Carlini |

| Arbitro: | Turrini (Firenze) |

|          |           |  |
| Mulè 60’ | Marcatori |  |

| Arbitro: | Giordano (Novara) |

|  |           |            |
|  | Marcatori | 12’ Silipo |

| Arbitro: | Bonacina (Bergamo) |

|              |           |                          |
| Pandolfi 49’ | Marcatori | 11’ Chiricò 78’ Cernigoi |

| Arbitro: | Vergaro (Bari) |

|                   |           |  |
| De Cristofaro 76’ | Marcatori |  |

| Castellammare di Stabia 12 febbraio 2023 27ª giornata | Juve Stabia      | 0 – 0 | Taranto | Stadio Romeo Menti\| Arbitro: \| Collu (Cagliari) \| |
| Arbitro:                                              | Collu (Cagliari) |       |         |                                                      |

| Arbitro: | Crezzini (Siena) |

|                                        |           |  |
| Costa 50’ Ogunseye 67’ Petermann 90+2’ | Marcatori |  |

| Arbitro: | Centi (Terni) |

|                   |           |                                           |
| Scaccabarozzi 87’ | Marcatori | 4’, 9’ Iemmello 20’ Biasci 73’ Vandeputte |

| Arbitro: | Zanotti (Rimini) |

|                  |           |                       |
| Lescano 42’, 46’ | Marcatori | 71’ Silipo 74’ Zigoni |

| Arbitro: | Vogliacco (Bari) |

|                   |           |                     |
| Pandolfi 57’, 84’ | Marcatori | 61’ (rig.) N. Rizzo |

| Arbitro: | Lovison (Padova) |

|                                       |           |              |
| Cinaglia 37’ (aut.) Maiorino 75’, 88’ | Marcatori | 20’ Pandolfi |

| Arbitro: | Di Cicco (Lanciano) |

|                |           |                                     |
| L. Carbone 80’ | Marcatori | 28’ Calabrese 56’ Ganz 70’ Riccardi |

| Arbitro: | Baratta (Rossano) |

|                                                             |           |                              |
| Talia 6’ Caturano 26’ G. Volpe 55’ Steffè 68’ Verrengia 78’ | Marcatori | 45’ Altobelli 86’ D'Agostino |

| Arbitro: | Giordano (Novara) |

|                                 |           |               |
| Berardocco 34’ D'Agostino 90+4’ | Marcatori | 81’ Ricciardi |

| Arbitro: | Milone (Taurianova) |

|              |           |                    |
| M. Volpe 65’ | Marcatori | 58’ Costa Ferreira |

| Arbitro: | Fiero (Pistoia) |

|             |           |  |
| Ferrini 51’ | Marcatori |  |

| Arbitro: | Gemelli (Messina) |

|                        |           |                              |
| Silipo 12’ Caldore 22’ | Marcatori | 45+4’ Capomaggio 88’ Malcore |

### Play-off
| Arbitro: | Perri (Roma) |

|                                        |           |  |
| Capomaggio 16’ Tascone 28’ Achik 90+2’ | Marcatori |  |

### Coppa Italia Serie C
| Arbitro: | Di Francesco (Ostia Lido) |

|                |           |  |
| D'Agostino 56’ | Marcatori |  |

| Arbitro: | Milone (Taurianova) |

|                                             |                      |                                     |
| Maselli Santos Bentivegna Pandolfi M. Ricci | Tiri di rigore 2 – 3 | Petermann Costa Frigerio Peschetola |